# Centralne Archiwum Partii KC BPK
Centralne Archiwum Partii KC BPK (Централен партиен архив) – organ archiwizujący Komitetu Centralnego Bułgarskiej Partii Komunistycznej.

## Historia
Powołane w 1946 przez Sekretariat KC. W 1955 włączone jako sektor archiwalny do Instytutu Historii BPK, w 1976 ponownie do struktury KC BPK. Zostało zamknięte w 1990 r. zaś w 1993 zasoby przekazano do Centralnego Archiwum Państwowego (Централен държавен архив).

## Siedziba
Archiwum mieściło się w Sofii w Domu Partii (Партиен дом) (arch. Peco Zlatew) z 1954 r. na Placu Niepodległość (площад „Независимост“).